# كسوف الشمس 22 مايو 2096
سيحدث كسوف كلي للشمس في 23 مايو 2096 يحدث كسوف الشمس عندما يمر القمر بين الأرض والشمس، وبذلك يحجب صورة الشمس كليًا أو جزئيًا عن مشاهد على الأرض. يحدث الكسوف الكلي للشمس عندما يكون القطر الظاهري للقمر أكبر من قطر الشمس، مما يحجب كل ضوء الشمس المباشر، ويحول النهار إلى ظلام. يحدث الكسوف الكلي في مسار ضيق عبر سطح الأرض، وكسوف جزئي للشمس مرئي فوق المنطقة المحيطة بعرض آلاف الكيلومترات. سيكون هذا أول كسوف لدورة ساروس 139. يستمر الخسوف الكلي لمدة 6 دقائق و6 ثوان. وينتهي الكسوف عند 01:34:00 بالتوقيت العالمي.
خلال هذا الكسوف سيكون قطر الشمس الظاهر 0.527 درجة، أي 1.2٪ أصغر من المتوسط. في بداية ونهاية الخسوف سيكون القمر 0.556 درجة، وفي أقصى خسوف 0.566 درجة، وهو أكبر بـ 6.5٪ من المتوسط؛ ومن ثم سيغطي الشمس، مما يجعل هذا كسوفًا كليًا.

## خسوفات وكسوفات أخرى

### كسوف الشمس 2094-2098
هذا الكسوف هو جزء من دورة semester. يتكرر الكسوف في دورة semester كل 177 يومًا تقريبًا و4 ساعات في العقد المتناوبة من مدار القمر.
| 119 | June 13, 2094 [الإنجليزية] كسوف جزئي | 124 | December 7, 2094 [الإنجليزية] كسوف جزئي |
| 129 | June 2, 2095 [الإنجليزية] كسوف كلي   | 134 | كسوف الشمس 27 نوفمبر 2095 كسوف حلقي     |
| 139 | كسوف الشمس 22 مايو 2096 كسوف كلي     | 144 | كسوف الشمس 15 نوفمبر 2096 كسوف حلقي     |
| 149 | كسوف الشمس 11 مايو 2097 كسوف كلي     | 154 | كسوف الشمس 4 نوفمبر 2097 كسوف حلقي      |
|     |                                      | 164 | كسوف الشمس 24 أكتوبر 2098 كسوف جزئي     |

### ساروس 139
هذا الكسوف هو جزء من دورة ساروس 139 والتي تتكرر كل 18 سنة و11 يوم و8 ساعات وتحتوي على 71 حدثا (كسوف وخسوف). بدأت الدورة بكسوف جزئي للشمس في 17 مايو 1501. سيكون كسوف الشمس في 13 يونيو 2132 أطول كسوف كلي للشمس منذ 11 يوليو 1991 في 6 دقائق و55.02 ثانية. هذا الكسوف هو أطول كسوف للشمس منذ 4000 ق.م إلى 6000م.
| أحداث الدورة 24-45 بين عامي 1901 و2300: | أحداث الدورة 24-45 بين عامي 1901 و2300: | أحداث الدورة 24-45 بين عامي 1901 و2300: |
| 24                                      | 25                                      | 26                                      |
| --------------------------------------- | --------------------------------------- | --------------------------------------- |
| February 3, 1916 [الإنجليزية]           | February 14, 1934 [الإنجليزية]          | February 25, 1952 [الإنجليزية]          |
| 27                                      | 28                                      | 29                                      |
| March 7, 1970 [الإنجليزية]              | March 18, 1988 [الإنجليزية]             | كسوف الشمس 29 مارس 2006                 |
| 30                                      | 31                                      | 32                                      |
| كسوف الشمس 8 أبريل 2024                 | كسوف الشمس 20 أبريل 2042                | كسوف الشمس 30 أبريل 2060                |
| 33                                      | 34                                      | 35                                      |
| May 11, 2078 [الإنجليزية]               | كسوف الشمس 22 مايو 2096                 | June 3, 2114 [الإنجليزية]               |
| 36                                      | 37                                      | 38                                      |
| June 13, 2132 [الإنجليزية]              | June 25, 2150 [الإنجليزية]              | July 5, 2168 [الإنجليزية]               |
| 39                                      | 40                                      | 41                                      |
| July 16, 2186 [الإنجليزية]              | July 27, 2204                           | August 8, 2222                          |
| 42                                      | 43                                      | 44                                      |
| August 18, 2240                         | August 29, 2258                         | September 9, 2276                       |
| 45                                      |                                         |                                         |
| September 20, 2294                      |                                         |                                         |

## روابط خارجية
- Earth visibility chart and eclipse statistics Eclipse Predictions by فريد إسبيناك، ناسا/مركز غودارد لرحلات الفضاء
  - Google interactive map
  - Besselian elements